# Tarn
Tarn là một tỉnh của Pháp, thuộc vùng hành chính Occitanie, tỉnh lỵ Albi và quận lỵ còn lại là Castres.